# Église Saint-Symphorien de Genouilly
Pour les articles homonymes, voir Église Saint-Symphorien.
L'église Saint-Symphorien est une église catholique située sur la commune de Genouilly dans le département français du Cher, en France.

## Localisation
L'église est située route d'Anjouin.

## Historique
Il y a peu d'archives sur cette église au style en transition entre art roman et ogival. Celles qui subsistent ne citent l'église qu'au XIIIe siècle. La nef, dénuée de tout transept, suivie d'une travée de chœur plus étroite et une abside en hémicycle à l'extérieur et polygonale à l'intérieur datent du dernier quart du XIIe siècle qui est implanté devant la façade occidentale.
Le clocher-porche a été élevé au début du XIIIe siècle. Au XVIe siècle, les murs latéraux du chœurs sont démolis pour permettre la construction les chapelles latérales du chœur. Les voûtes d'ogives des chapelles ont un profil flamboyant comme celles des absidioles. Elles reposent sur des culots dont l'un porte la date de 1536.

## Description

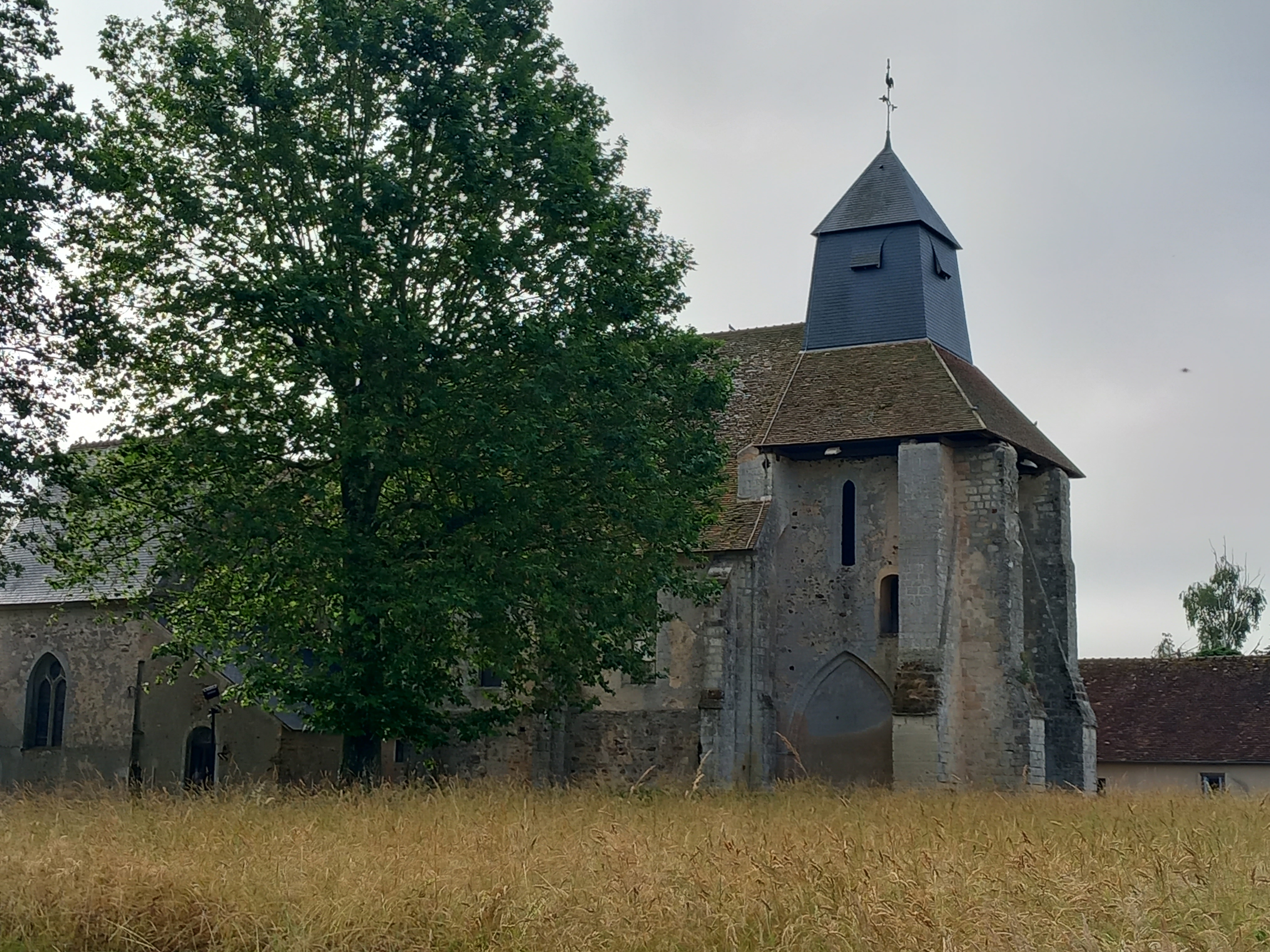
Vue latérale

Seuls le chevet et le chœur ont conservé les caractéristiques romanes de la fin du XIIe siècle. L'abside, tournée vers l'est, hémisphérique à l'intérieur, est couverte de trois voûtains rayonnants soutenus par deux arcs d'arête, elle est éclairée par des fenêtres encadrées de chapiteaux à feuilles d'acanthe (l'un de ces chapiteaux est surmonté d'un sommier carré enveloppé d'étroites feuilles d'acanthe). Cette abside s'ouvre sur le chœur par un arc-doubleau longé de deux tores ornés de macarons semi-sphériques.
L'autel, daté du XVIIIe siècle, ainsi que les stalles proviennent de la chapelle du château de la Maisonfort situé sur la commune. Le chœur est limité par quatre arcades en tiers point dont certaines reposent sur des groupes de colonnes. Les chapiteaux sont couverts d'arabesques et d'élégants rinceaux dont l'un, près de la nef, représente un acrobate la tête en bas, personnage forcément grotesque accompagné de deux animaux sauvages. Ces chapiteaux strictement romans font contraste avec les ogives qu'ils reçoivent : une telle cohabitation de styles n'est pas rare en Berry. La voûte du chœur est très bombée, ce qui tend à démontrer l'influence de l'architecture angevine à l'époque gothique. En effet, les quatre branches d'ogives présentent une analogie frappante avec celles de la cathédrale Saint-Maurice d'Angers par la large bande rehaussée de fleurettes à quatre pétales accompagnée de deux tores.
Côté nef, quelques claveaux sont décorés de petites têtes vues de face. Autrefois, cette nef possédait une voûte en berceau de bois mais cette dernière a été dénaturée au XIXe siècle et remplacée par des voûtes en pierre recouvertes d'ogives en plâtre. La nef débouche à l'est sur le clocher-porche du XIIIe siècle, puissante tour carrée munie de contreforts au long glacis, jadis ajourée de quatre baies brisées et surmontée d'un beffroi dont la flèche fut remplacée vers 1900 par la toiture quadrangulaire actuelle. Le portail de la façade primitive (c'est-à-dire avant la construction du porche) est décoré de voussures reposant sur des colonnettes aux chapiteaux à crochets.
Les deux chapelles latérales furent offertes au XVIe siècle par les seigneurs de la Maisonfort : Gabriel de la Châtre de Nançay et sa troisième épouse Jeanne Sanglier dont l'écusson est gravé sur la clé de voûte de la chapelle sud. Ces chapelles possèdent quatre branches d'ogives retombant sur des culs-de-lampe historiés, décorés de pampres, de feuillages, d'angelots (chapelle nord), de motifs en coquilles, d'un oiseau fantastique (chapelle sud). Ces chapelles sont suivies d'absidioles à pans coupés et correspondent au chœur roman par deux grandes arcades en tiers-point. Elles reçurent en 1536, grâce à la générosité du seigneur de la Maisonfort, Claude Ier de la Châtre (fils cadet de Gabriel), et de son épouse Anne Robertet (fille de Florimond Ier Robertet), cinq verrières. Ces vitraux ont été classés aux monuments historiques en 1892. Ils furent restaurés une première fois au XIXe siècle puis au début du XXe siècle mais dans de mauvaises conditions. Des travaux de restauration (1975-1978) ont permis de les recomposer selon le modèle original tout en y ajoutant quelques panneaux contemporains.
Dans la chapelle nord, près de la sacristie, on peut voir dans un lobe un fin travail représentant un ange vêtu de vert avec des ailes rouges et jouant de la harpe. On lit AVE MARIA, il s'agit donc de l'ange de l'Annonciation. Juste au-dessous, sur l'entablement apparaît le nom des saints figurant dans les lancettes : saint Cosme et saint Antoine.
Dans le vitrail suivant, sainte Anne (patronne de la donatrice) apprend à lire à la Vierge (la partie inférieure de la lancette et de l'entablement datent du XVIe siècle). Puis, à droite, sainte Marguerite porte la palme du martyre et dans l'oculus, au-dessus, se trouve la Vierge de l'Annonciation.
Dans la troisième verrière de la chapelle nord, sainte Marthe foule le dragon et à droite les litanies de la Vierge, enfin, dans l'oculus correspondant se trouve le Christ portant la croix de résurrection.
Le vitrail de l'abside représente saint Claude, patron du donateur, la partie supérieure du personnage ainsi que l'entablement datent du XVIe siècle. Dans la chapelle sud, il s'agit de Jean-Baptiste et de sainte Suzanne.
Les vitraux de l'église présentent bien des éléments de style avec ceux de l'atelier de Jean Lécuyer, maître verrier à Bourges au XVIe siècle. Son vitrail le plus réputé est visible à l'église Saint-Bonnet de Bourges : il s'agit de l'éducation de saint Claude, vitrail exécuté en 1544.
Dans la chapelle sud, le monument funéraire date de la fin du XVIe siècle et du début du XVIIe siècle. C'est probablement le maréchal Claude de La Châtre de La Maisonfort, fils de Claude Ier de La Châtre-La Maisonfort, qui le fit élever pour son aïeul, Gabriel de la Châtre de Nançay. En 1614, le corps du maréchal y fut déposé avant d'être transporté à Bourges en grande pompe. Ce cénotaphe consiste en un enfeu surmonté d'un beau cadre de pierre de style Renaissance (les parties basses ont été mutilées) et repose sur de puissantes pattes de lion. Les consoles sont décorées de rinceaux ; la voûte à caissons carrés comporte des rosaces variées. Quant à l'encadrement, il est orné de pilastres cannelés enrichis d'attributs guerriers (heaume, cuirasse, cuissards, gantelets, boucliers).
La plaque qui était au centre a été remplacée par la plaque commémorative des morts de la Première Guerre mondiale, ce qui a modifié le caractère de ce cénotaphe.
Ce paragraphe est inspiré d'un article visible dans la chapelle nord de l'église issu des études menées par Suzanne Aléon et Solange Coupat en 1998, ayant permis d'organiser les premières visites guidées de l'église.

## Protection
L'édifice est inscrit au titre des monuments historiques par arrêté du 26 janvier 1927.

## Vitraux
Les chapelles latérales ont des vitraux commandés par Claude Ier de La Châtre et Anne Robertet, sa femme, datés de 1536.